# Auvergne (Adelsgeschlecht)
Auvergne ist die Familie der Grafen der Auvergne ab dem 10. Jahrhundert.

## Geschichte
Sie stammt von den Vizegrafen der Auvergne ab, die Ende des 9. Jahrhunderts eingesetzt worden waren, als die Auvergne im Besitz der Herzöge von Aquitanien war. Nach dem Tod des Herzogs Wilhelm III. 963 und folgenden Kämpfe innerhalb Aquitaniens verschoben sich die Machtverhältnisse zugunsten der Vizegrafen, die bald zu Grafen der Auvergne aufstiegen.
Um 1155 kam es nach dem Tod des Grafen Robert III. († wohl 1145) innerhalb der Familie zur Krise. Die Grafschaft erbte Roberts Sohn Wilhelm VII., doch nutzte sein Onkel Wilhelm, Graf von Velay, die Teilnahme des jungen Grafen am Zweiten Kreuzzug (1147–1149) aus, um sich fast die gesamte Auvergne anzueignen, und dem abwesenden Erben lediglich einige Herrschaften zu lassen, die seine Nachfolger dann als Dauphin der Auvergne (die Mutter Wilhelms VII. stammte aus der Familie der Dauphin von Viennois) regierten.
Da Graf und Dauphin Parteigänger der Plantagenet waren, besetzte der französischen König Philipp August 1195 einen Teil der Auvergne (darunter auch die Hauptstadt Riom) und fügte sie 1213 als Terre d’Auvergne der Domaine royal zu. Nach einer erneuten Intervention des Königs, hervorgerufen durch eine Auseinandersetzung zwischen Graf Guido II. und dem Klerus des Landes, wurde die gesamte Grafschaft beschlagnahmt und in die Domaine royal eingegliedert. 1241 wurde eine neue Grafschaft Auvergne, wesentlich kleiner als die alte Grafschaft, errichtet und dem Sohn Guidos II., Wilhelm X. gegeben.
Die Linie der Dauphins d’Auvergne starb 1436 aus, der Besitz wurde an die Herzögen von Bourbon vererbt. Die Linie der Grafen der Auvergne erlosch 1442, war es Herzog von Johann von Berry, der die Linie fortführen sollte. Die Kinderlosigkeit der letzten Gräfin führte jedoch über eine Kusine dazu, dass das Haus La Tour erbte, das sich nach dem Erbe in La Tour d’Auvergne umbenannte.
Das Haus Auvergne wird in der Literatur auch als „Haus der Vizegrafen der Auvergne“ bezeichnet, da die ersten Herren den Titel eines Vizegrafen trugen und in den Jahrhunderten zuvor bereits andere Familien die Auvergne beherrschten (Ramnulfiden, Gellones, Haus Barcelona).

## Stammliste (Auszug)

### Die Vizegrafen und Grafen der Auvergne bis Robert IV.
1. NN, wohl Arimannus, Juli 898 Vicecomes; ⚭ Bertildis, Juli 898 bezeugt
  1. Robert I., 922/945 bezeugt, Vicomte d’Auvergne
    1. Robert II., 936/968 bezeugt, Vicomte d’Auvergne
      1. Robert, 940–969 bezeugt
      2. Guy I., † wohl 989, 954–986 Princeps Avernorum, um 979 Comte d‘Auvergne
        1. Guillaume IV., † wohl 1016, 1010–1013 Comte d‘Auvergne
          1. Robert I., † wohl 1032, 1010–1013 Comte d‘Auvergne; ⚭ Ermgard, Tochter von Wilhelm I., Graf von Provence (Haus Provence)
          2. Guillaume V., † nach 23. Mai 1059, 1030 Comte d’Auvergne et de Clermont
            1. Robert II., 1061/95 bezeugt, † wohl 1096, Comte d’Auvergne et de Gevaudan; ⚭ I Berthe, Comtesse de Rouergue et de Gevaudan, † 1065, Tochter von Graf Hugo (Haus Toulouse); ⚭ II Judith, † 30. April …, Tochter von Raymond I., Graf von Melgueil
              1. (II) Guillaume VI., 1096/1114 bezeugt, † wohl 1136, Comte d’Auvergne et de Velay; ⚭ Emma, Tochter von Wilhelm von Évreux (Rolloniden)
                1. Robert III., † wohl 1145, 1136 Comte d’Auvergne
                  1. Guillaume VII. le Jeune, 1168 bezeugt, † wohl 1169, 1145/um 1155 Comte d’Auvergne; ⚭ Marquise, † 21. August 1196, Tochter von Guigues IV. Dauphin, Graf von Albon (Haus Albon) – Nachkommen siehe unten

                2. Guillaume VIII. le Vieux, † wohl 1182, 1136 Comte de Velay (oder du Puy), um 1155 Comte d’Auvergne; ⚭ Anne, Tochter von Rainald II., Graf von Nevers und Auxerre (Haus Monceaux)
                  1. Robert IV., † nach 1201, 1182 Comte d’Auvergne, ⚭ Mahaut, Dame de Limais, † 22. Juli 1202, Tochter von Eudes II., Herzog von Burgund (Älteres Haus Burgund) – Nachkommen siehe unten
                  2. Judith; ⚭ Béraud III. Sire de Mercœur, † vor 1169
                  3. Agnès, um 1183 bezeugt; ⚭ Hugues II., Graf von Rodez 1152/1209

            2. Philippa; ⚭ Archambaud IV. le Fort, Sire de Bourbon, † 22. September 1095

          3. Ermengarde, † 10. März nach 1042; ⚭ Odo II., Graf von Blois, Pfalzgraf von Troyes, X 15. November 1037 (Haus Blois)

        2. Étienne, X 1013, 1010 Bischof von Clermont
        3. Guillaume, 1010–1013 Comte d‘Auvergne

      3. Bernard, 955–985 Vicomte d’Auvergne

    2. Étienne, † 969/970, Abt von Conques, 940 Bischof von Clermont

  2. Astorge, 962 bezeugt
  3. Armand II.,
    1. Amblard, Erzbischof von Lyon, 978 bezeugt

  4. Matfred, Vicomte d’Auvergne, Seigneur de Thiern, nennt sich Vicomte de Thiern (siehe Haus Thiern)

### Die Grafen von Clermont und Dauphins der Auvergne
1. Guillaume VII. le Jeune, 1168 bezeugt, † wohl 1169, 1145/um 1155 Comte d’Auvergne; ⚭ Marquise, † 21. August 1196, Tochter von Guigues IV. Dauphin, Graf von Albon (Haus Albon) – Vorfahren siehe oben
  1. Dauphin (oder Robert I.), † 22. März 1225, 1198 Graf von Clermont, Troubadour
    1. Wilhelm II., † 1239/40, Comte de Clermont
      1. Robert II., † 12. April 1262, 1241 Comte de Clermont
        1. Robert III. † 20/21. März 1272, Comte de Clermont; ⚭ Mahaut, † 20. August 1280, Tochter von Wilhelm X., Graf der Auvergne (siehe unten)
          1. Robert IV., † 7. März 1324, 1281 Dauphin der Auvergne und Graf von Clermont; ⚭ (I) Alixente de Mercoeur, Dame de Saint-Privat-d’Allier, † 15. Juli 1266; ⚭ (II) Isabeau de Châtillon-en-Bazois, Dane de Chocq et de Jaligny, † 1. September 1297
            1. (I) Jean I. Dauphinet, † 10. März 1351, 1325 Comte de Clermont, 1321 Sire de Mercoeur
              1. Béraud I. Dauphin, † 27. August 1356, Comte de Clermont; ⚭ I Marie de Villemur, Nichte von Papst Johannes XXII.; ⚭ II Yolande, Tochter von Amadeus III., Graf von Genf
                1. Béraud II. le Camus (le Grand Dauphin), † 17. Januar 1400, Comte de Clermont,  ⚭ I Johanna, Erbin der Grafschaft Forez, Tochter von Graf Guy VII. (Haus Albon), ⚭ II Jeanne d’Auvergne, † 1. Oktober 1373, Tochter von Jean I., Graf der Auvergne (siehe unten); ⚭ III Margarete, Erbin der Grafschaft Sancerre, Tochter von Graf Jean III. (Haus Blois)
                  1. (I) Anne, † 22. September 1417, 1366 Dame de Mercoeur, 1382 Comtesse de Forez, 1400 Dauphine de Clermont; ⚭ Louis II., Herzog von Bourbon, † 19. August 1410 (Bourbonen)
                  2. (III) Béraud III., † 28. Juli 1426, Comte de Clermont et de Sancerre
                    1. Jeanne, † 26. Mai 1436, 1426 Comtesse de Clermont et de Sancerre, Dauphine der Auvergne; ⚭ Louis I. de Bourbon, comte de Montpensier, † 1486 (Bourbonen)

                  3. Robert, † 1456, 1432 Bischof von Chartres, 1436 Bischof von Albi
                  4. Marguerite, † nach 1413, Erbin von Sancerre; ⚭ Jean IV. de Bueil, X 1415 (Haus Bueil)
                  5. Marie; ⚭ (Ehevertrag Paris 16. Juli 1400) Guillaume III. de Vienne, † nach 11. März 1435, Seigneur de Sellières, Saint-Georges et de Sainte-Croix, Ritter des Ordens vom Goldenen Vlies

                2. Marguerite, † 1364/67; ⚭ Godefroid d’Auvergne, Seigneur de Montgascon, † 1384/85 (siehe unten)

            2. (II) Robert I. Dauphin, genannt le Sage, Seigneur de Jaligny et de Saint-Ilpize; ⚭ (I) Almodie d'Apchon; ⚭ (II) Isabeau de Châtelperron, Dame de Jaligny
              1. (I) Robert II. († 1347), Seigneur de Saint-Ilpize et de Combronde; ⚭ Catherine de Bussières
                1. Robert III. († nach 1361), Seigneur de Saint-Ilpize et de Combronde; ⚭ Francoise d'Aurouse
                  1. Béraud I. (X 1415), Seigneur de Saint-Ilpize et de Combronde; ⚭ Isabeau d'Apchon
                    1. Béraud II. († 1415), Seigneur de Saint-Ilpize et de Combronde; ⚭ 1390 Philippe de Veauce († 1448)
                      1. Béraud III. († wohl 1434), Seigneur de Saint-Ilpize et de Combronde

              2. (II) Guichard I. Dauphin († 1403), Seigneur de Jaligny, Großmeister der Armbrustschützen; ⚭ (I) Isabeau de Sancerre; ⚭ (II) Marguerite de Frolois († 1401)
                1. (I) Guichard II. Dauphin (X 1415), Seigneur de Jaligny, Souverain Maître d’Hôtel du Roi; ⚭ Anne de Culant

      2. Catherine, ⚭ Guichard II. de Beaujeu, Seigneur de Montpensier, † vor 1256 (Haus Beaujeu)

  2. Ansalide; ⚭ Béraud IV., Sire de Mercœur, † wohl 1200

### Die Grafen der Auvergne ab Robert IV.
1. Robert IV., † nach 1201, 1182 Comte d’Auvergne, ⚭ Mahaut, Dame de Limais, † 22. Juli 1202, Tochter von Eudes II., Herzog von Burgund (Älteres Haus Burgund) – Vorfahren siehe oben
  1. Guillaume, † wohl 1195, häufig als Guillaume IX. gezählt
  2. Guy II., † 1222, 1195/1213 Graf der Auvergne, 1203 Graf von Rodez
    1. Wilhelm X., † 1246, 1224 Graf der Auvergne, ⚭ I Eleonore von Forez, Tochter von Guy III., Graf von Forez (Haus Albon); ⚭ II Alice von Brabant, Erbin der Grafschaft Boulogne, † vor 1267, Tochter von Heinrich I., Herzog von Brabant (Stammliste der Reginare)
      1. (II) Robert V., † 11. Januar 1277, 1247 Graf der Auvergne, 1260 Graf von Boulogne
        1. Wilhelm XI., † vor 1277, Graf der Auvergne und von Boulogne
        2. Robert VI., † 1317, 1277 Graf der Auvergne und von Boulogne
          1. Robert VII., † 13. Oktober 1325, 1317 Graf der Auvergne und von Boulogne; ⚭ I Blanche de Clermont, Tochter von Robert Graf von Clermont-en-Beauvaisis (Bourbonen); ⚭ II Maria von Flandern, Vicomtesse de Châteaudun, † 1350, Tochter von Wilhelm IV. Ohne Land (Haus Dampierre)
            1. (I) Wilhelm XII., † 6. August 1332, 1325 Graf der Auvergne und von Boulogne; ⚭ Marguerite, † 1350, Tochter von Louis, Graf von Évreux (Haus Frankreich-Évreux)
              1. Jeanne, † 29. September 1360, 1332 Gräfin der Auvergne und von Boulogne; ⚭ I Philippe Monsieur, † 10. Juli 1346 (Älteres Haus Burgund); ⚭ II Johann II der Gute, König von Frankreich, † 8. Juni 1364 (Stammliste der Valois)

            2. (II) Guy, † 25. November 1373, 1340/42 Erzbischof von Lyon, 1342 Kardinal
            3. (II) Jean I., † 24. März 1386), 1360 Graf der Auvergne und von Boulogne; ⚭ Jeanne de Clermont, † 27. Juli 1383, Tochter von Jean, Baron de Charolais (Bourbonen)
              1. Jean II. le Mauvais, † 28. September 1404, Graf der Auvergne und von Boulogne; ⚭ Eleonore de Comminges, Tochter von Pierre Raimond II., Graf von Comminges (Haus Comminges)
                1. Jeanne II., † Ende 1442 (oder 1424), Gräfin der Auvergne und von Boulogne, ⚭ I Jean de Valois, duc de Berry, † 15. Juni 1416 (Stammliste der Valois); ⚭ II Georges de La Trémoille, 1396 Graf von Guînes, † 6. Mai 1446 (Haus La Trémoille)

              2. Jeanne, † 1. Oktober 1373; ⚭ Béraud II., Dauphin der Auvergne, † 17. Januar 1400 (siehe oben)
              3. Marie, † 2. Mai 1388, Dame de Saint-Just-en-Champagne; ⚭ Raymond Louis de Beaufort, Comte de Beaufort, Vicomte de Turenne, † 30. März 1400 (Haus Rogier de Beaufort)

            4. Godefroy d’Auvergne dit de Boulogne, † 1384/1385, Seigneur de Montgascon; ⚭ I Marguerite Dauphine d’Auvergne, † 1364/67, Tochter von Béraud I., Dauphin der Auvergne (siehe oben); ⚭ II Jeanne de Ventadour, † 19. September 1376, Tochter von Bernard, Graf von Ventadour (Haus Comborn)
              1. (II) Marie, † 7. August 1437; ⚭ Bertrand IV. de La Tour, † 1423 (La Tour d’Auvergne)

            5. Mahaut, 1326/96 bezeugt; ⚭ Amadeus III. Graf von Genf, † 1367

        3. Guy, † 1336, 1301 Bischof von Tournai, 1324 Bischof von Cambrai

      2. (II) Guy, † 1278, 1267 Erzbischof von Vienne

    2. Heliz; ⚭ Raymond IV. Vicomte de Turenne, † wohl 1243 (Haus Comborn)
    3. Ermengarde, † 1225; ⚭ Guy IV. Graf von Forez, † 1241 (Haus Albon)

  3. Robert, † 6. Januar 1234, 1195 Bischof von Clermont, 1227/34 Erzbischof von Lyon
  4. Marie; ⚭ Albert II. de La Tour (Haus La Tour-du-Pin)